# 東昌府区
東昌府区（とうしょうふ-く）は中華人民共和国山東省聊城市に位置する市轄区。

## 行政区画
- 街道：古楼街道、柳園街道、新区街道、湖西街道、道口鋪街道、閻寺街道、北城街道、東城街道、蔣官屯街道、李海務街道
- 鎮：侯営鎮、沙鎮鎮、堂邑鎮、梁水鎮、闘虎屯鎮、鄭家鎮、張炉集鎮、于集鎮、許営鎮、朱老荘鎮、顧官屯鎮、韓集鎮、広平鎮